# Carex tolucensis
Carex tolucensis là một loài thực vật có hoa trong họ Cói. Loài này được (F.J.Herm.) Reznicek mô tả khoa học đầu tiên năm 1993.